# Savalou-Agbado
Savalou-Agbado è un arrondissement del Benin situato nella città di Savalou (dipartimento delle Colline) con 11.177 abitanti (dato 2006).